# Abbott (plaats)
Abbott is een plaats (city) in de Amerikaanse staat Texas, en valt bestuurlijk gezien onder Hill County.

## Demografie
Bij de volkstelling in 2000 werd het aantal inwoners vastgesteld op 300.
In 2006 is het aantal inwoners door het United States Census Bureau geschat op 332, een stijging van 32 (10,7%).

## Geografie
Volgens het United States Census Bureau beslaat de plaats een oppervlakte van
1,5 km², geheel bestaande uit land. Abbott ligt op ongeveer 201 m boven zeeniveau.

## Geboren
- Willie Nelson (1933), zanger, gitarist en liedjesschrijver

## Plaatsen in de nabije omgeving
De onderstaande figuur toont nabijgelegen plaatsen in een straal van 16 km rond Abbott.